# 2006 QS181
2006 QS181, também escrito como 2006 QS181, é um corpo menor que está localizado no disco disperso, uma região do Sistema Solar. Ele possui uma magnitude absoluta de 8,0 e tem um diâmetro estimado de cerca de 111 km.

## Descoberta
2006 QS181 foi descoberto no dia 22 de agosto de 2006.

## Órbita
A órbita de 2006 QS181 tem uma excentricidade de 0,444 e possui um semieixo maior de 57,851 UA. O seu periélio leva o mesmo a uma distância de 32,168 UA em relação ao Sol e seu afélio a 83,534 UA.